# Zoodes nilgiriensis
Zoodes nilgiriensis är en skalbaggsart som beskrevs av Charles Joseph Gahan 1906. Zoodes nilgiriensis ingår i släktet Zoodes och familjen långhorningar. Inga underarter finns listade i Catalogue of Life.